# Karin Falck
Anna Karin Margareta Falck nació en la ciudad sueca de Säffle el 6 de febrero de 1932. Es una presentadora y productora de televisión de Suecia.
Desde su infancia empezó a participar en la televisión y ha producido y dirigido una gran variedad de programas de animación para la televisión sueca SVT. También trabajó en la Sveriges Radio desde 1956 hasta 1986, cuando formó su propia productora bajo el nombre Karin Falck Produktion AB
Fue directora de programas de la SVT como Lördagsträffen, Källarklubben o Vi Unga. En la década de 1970, fue directora del programa Caféprogram. 
En 1975, presentó el Melodifestivalen 1975, programa sueco de selección nacional de representante para el Festival de Eurovisión. Además, ese año también presentó para toda Europa el Festival de la Canción de Eurovisión 1975 celebrado en Estocolmo (Suecia).
También produjo espacios televisivos como I nöd och lust, Svenssons lördag, Estrad o Gäster med gester.Además ha dirigido telenovelas como Varuhuset, Storstad o Rederiet. Incluso, ha dirigido teatro y cabaret, entre ellos varios Grandes Ëxitos de Lill-Babs.
El 18 de septiembre de 2007 fue galardonada en los premios televisivos Kristallen.
Entre 1953 y 1960 estuvo casada con Ragnar Sohlman. En 1960, se casó con el productor y director Åke Falck, que murió en 1974. Actualmente vive con Hans Dahlberg.
Karin Falck es la madre del actor y director Rolf Sohlman, de Anna Sohlman y Carolina Falck. Además, es la hermana de la periodista de televisión Edstrom Runo, quien participó en el espacio televisivo Halvsju.